# Куприна-Иорданская, Мария Карловна
Мари́я Ка́рловна Куприна́-Иорда́нская (1881—1966) ― российский редактор и издатель журнала «Мир Божий», приёмная дочь композитора и виолончелиста Карла Юльевича Давыдова, первая жена писателя А. И. Куприна, во втором браке жена государственного деятеля Н. И. Иорданского. Оставила воспоминания «Годы молодости».

## Биография
Родилась 25 марта 1880 года Москве. Была подкинута в семью Давыдовых и удочерена ими.
Образование получила на Высших женских (Бестужевских) курсах. Окончив курсы работала сотрудником и впоследствии издателем журнала «Мир Божий» (с 1 октября 1906 года выходил под названием «Современный мир»).
Познакомилась и вышла замуж за Александра Куприна, будущего знаменитого русского писателя. На момент знакомства с Марией он работал журналистом. Свадьба состоялась 3 февраля 1902 года. Союз Марии Карловны с Куприным был творческим: она стала другом и помощником начинающему писателю, обладала даром незаурядного редактора, талантом истинного литератора. Прожив вместе пять лет, супруги развелись в марте 1907 года, однако официально документы о разводе были получены только в 1909 году. Через многие годы Куприна-Иорданская написала книгу воспоминаний «Годы молодости», в которой рассказала читателям о годах становления писателя. Эти воспоминания о Куприне печатались и в журнале «Огонёк» (1945. № 36; 1948. № 38).
Вторым мужем Марии стал государственный деятель и публициста Николай Иорданский (Негораев). Её письма к Иорданскому хранятся в Библиотеке Российской академии наук. Вместе с ним в 1900-е годы продолжала издавать журнал «Современный мир». Также работала в отделе Коммунальных театров в Санкт-Петербурге.
Во время гражданской войны в 1918 году эмигрировала в Финляндию, затем в США. Её дочь Лидия от брака с Куприным окончила гимназию, дважды была замужем, умерла, когда её сыну Алексею было 10 месяцев в ноябре 1924 года.
В 1960-х годах Мария Куприна-Иорданская вернулась в СССР. Жила в Москве. Написала мемуары: «Из воспоминаний о Д. Н. Мамине-Сибиряке», «Воспоминания о Н. К. Крупской», «Годы молодости» (М. Художественная литература, 1966). Умерла в 1966 году. Похоронена в Москве, на Введенском кладбище.